# Suite de software
Un paquete de programas, programa, software, una suite de software o un paquete de aplicaciones, es el conjunto lógico de archivos y aplicaciones.
Dependiendo del sistema operativo, hay algunas prácticas de la gestión de software; los programas y procesos para crear y uso de paquetes de software se denomina gestión de paquetes.

## Contenido de un paquete de programas
Un paquete de software, además de las propiamente ejecutables de programas y de otros archivos especiales que contienen, por ejemplo, reconoce programas, scripts, archivos de Imágenes, archivos de audio, específicos de la aplicación y los archivos de ejemplo, así como traducción, documentación y código fuente. A menudo, son complementarias de la metaInformación sobre autor, licencia, progreso del desarrollo y de la versión. Por lo tanto, también la palabra de Software Suite, a través del francés (suite de 'consecuencia, concatenación, acompañamiento') y del latín (sequi para 'seguir').
Dependiendo del paquete y más directamente de los archivos para integrar el sistema operativo. Además de las rutinas de instalación y de desinstalación se pueden realizar modificaciones en el sistema operativo en sí.

## Composición y estructura
El más simple de los paquetes son simples archivos, su contenido en cualquier lugar de desembalar ocurre, por ejemplo, en el código fuente de paquetes en sistemas como Linux y BSD . Tienen extensiones de archivo como .tar.gz, .tar.bz2, .tgz (Tar) o .zip.
El mismo formato, sin embargo, con la información adicional para instalar de código fuente basado en las distribuciones Linux y derivados BSD. Debido a que el software antes de la instalación está compilado, deberá contener Información sobre qué otro software debe estar ya instalado y donde se instalará el Paquete.
Más complejos formatos representan los tipos de archivo .deb y .rpm , el software para las distribuciones de Linux Debian y Red Hat (y cada uno de sus versiones y compatible con las distribuciones).
Si no hay una herramienta central para la gestión del software disponible, cada paquete de programas requiere de su propia Instalación responsable. Para ello, instaladores , como en Microsoft Windows (véase Windows Installer) y Apple Mac OS X son comunes. Esos sistemas operativos son, sin embargo, una biblioteca de programas relacionados con las funciones de la mayoría de los programas de instalación.

## Dificultades y soluciones
Debido a instalarse a través de protocolos de Internet es cada vez más extendido, el uso de los paquetes de características de seguridad. Esto afecta, por una parte, a la revisión física de la integridad por medio de la suma de comprobación, por otro lado, otra de cifrado, Y hay protección mediante la firma digital del autor o del distribuidor.
Dado que algunos de los paquetes dependen de otros, es resolver estas dependencias uno de los problemas más fundamentales. Con la ayuda de paquetes virtuales, con descomposición de paquetes de gran tamaño en otros más pequeños y coherencia en la asignación de los números de versión se mantiene al usuario hoy en día bien entrenado (esto es en gran parte oculto.)